# Зирнах
Зирнах (нем. Sirnach) — коммуна в Швейцарии, в кантоне Тургау.
Входит в состав округа Мюнхвилен. Население составляет 6702 человека (на 31 декабря 2007 года). Официальный код — 4761.